# Miedes de Atienza
Miedes de Atienza es un municipio y localidad española de la provincia de Guadalajara, en la comunidad autónoma de Castilla-La Mancha. El término municipal, que pertenece al partido judicial de Sigüenza, tiene una población de 59 habitantes (INE 2024).

## Historia
Miedes, como tal, no aparece en la historia hasta la Edad Media siempre en el contexto de la Reconquista y repoblación, al igual que las localidades cercanas. La ubicación del lugar, en la vertiente sur de uno de los pasos naturales entre ambas mesetas, situado entre las fortalezas de Gormaz y Atienza y junto a una colina de fácil defensa (hoy conocida como El Castillo), hicieron viable la instalación de una comunidad con el objetivo de controlar el territorio castellano del sur del Duero así como servir de foco de hostigamiento a las avanzadas musulmanas. De hecho, en el Cantar del Cid, se menciona a Miedes como zona de frontera.
Hacia mediados del siglo XIX, el lugar tenía contabilizada una población de 520 habitantes. La localidad aparece descrita en el decimoprimer volumen del Diccionario geográfico-estadístico-histórico de España y sus posesiones de Ultramar de Pascual Madoz de la siguiente manera:

MIEDES: v. con ayunt. en la prov. de Guadalajara (13 leg.), part. jud. de Atienza (2), aud. terr. de Madrid (23), c. g. de Castilla la Nueva, dióc. de Sigüenza (6). sit. á la falda de la sierra Pela, combatida principalmente de los vientos N. y O., goza de clima sano aunque bastante frío: tiene 122 casas; la consistorial en la que está la cárcel y escuela de instruccion primaria frecuentada por 40 alumnos á cargo de un maestro dotado con 1,200 rs.; hay cátedra de latinidad dotada con 3,300 rs., de una fundacion establecida al efecto; una fuente buenas aguas; una igl. parr. (La Natividad de Ntra. Sra.); edificio sólido principiado á construir en el año de 1790, y concluido en 1795; fuera de la v. como á unos 700 pasos hay una fuente de buen agua, de la que principalmente se surte el vecindario para sus necesidades domésticas: térm. confina N. Retortillo; E. Romanillos y Bañuelos; S. Alpedroches y Cañamares, y O. Higés y Ujados; dentro de él se encuentran las ermitas de La Soledad, Ntra. Sra del Puente y San Vicente; los desp. de Santa Maria, Torrubia y las Casillas; una cueva que llaman La Corran Garcia, y un cerro denominado el Castillo, en el que se han hallado cimientos y ruinas de edificios ant. y de mérito: el terreno fertilizado por el r. Bornova y por un arroyo que brota en el térm. y desagua en aquel, es de buena calidad; comprende un monte con arbolado de encina y roble y varios prados de yerbas de dalla. caminos: los de herradura que dirigen á los pueblos limítrofes, y de carruage por el que se conduce la sal desde Imon y La Olmeda á Salamanca y otros puntos. correo: se recibe y despacha en la adm. de Alienza. prod. trigo, centeno, cebada, avena, garbanzos, guisantes, almortas, hortalizas, patatas, frutas, nueces, leñas de combustible y carboneo, y yerbas de pasto y dalla, con las que se mantiene ganado lanar, vacuno, mular y asnal; hay caza de liebres, conejos y perdices. ind. la agrícola y recria de ganados, algunos de los oficios mas indispensables y 6 molinos harineros. comercio: esportacion del sobrante de frutos, ganado y lana, é importacion de los artículos de consumo que faltan: los lunes de todas las semanas se celebra un mercado que fué concedido á la v. en el año de 1843; no progresa como era de desear. pobl. 138 vec., 520 alm. cap. prod. 1.630,000 rs. imp. 179,300. contr. 11,523. presupuesto municipal 13,000, se cubre con los productos de propios y reparto vecinal.
(Madoz, 1848, p. 403)

Hasta la reforma de la nomenclatura municipal de 1916 el municipio se llamaba simplemente Miedes. En dicha fecha su nombre fue modificado por el de Miedes de Pela, topónimo que fue rectificado de nuevo a finales del mismo año por el de Miedes de Atienza.

## Demografía
Miedes de Atienza cuenta con una población de 59 habitantes (INE 2024).
| Gráfica de evolución demográfica de Miedes de Atienza entre 1842 y 2021                                             |
| |
| Población de derecho según los censos de población del INE Población de hecho según los censos de población del INE |

## Patrimonio
- Casa-Palacio de los Beladiez Trujillo, obra de sillería del siglo XVII.
- Iglesia parroquial de la Natividad de Nuestra Señora,[1] del siglo XVIII, con algunos restos de otra románica anterior.
- Varios yacimientos del neolítico superior, con restos líticos y cerámicos.
- Asentamientos del bronce, testimoniados por la aparición de restos cerámicos y metal.
- Yacimientos celtas y romanos, periodos en los que la zona se encontraba más poblada que en la actualidad, como aseveran los numerosos restos de villae en los que se aprecia una convivencia entre las dos culturas.

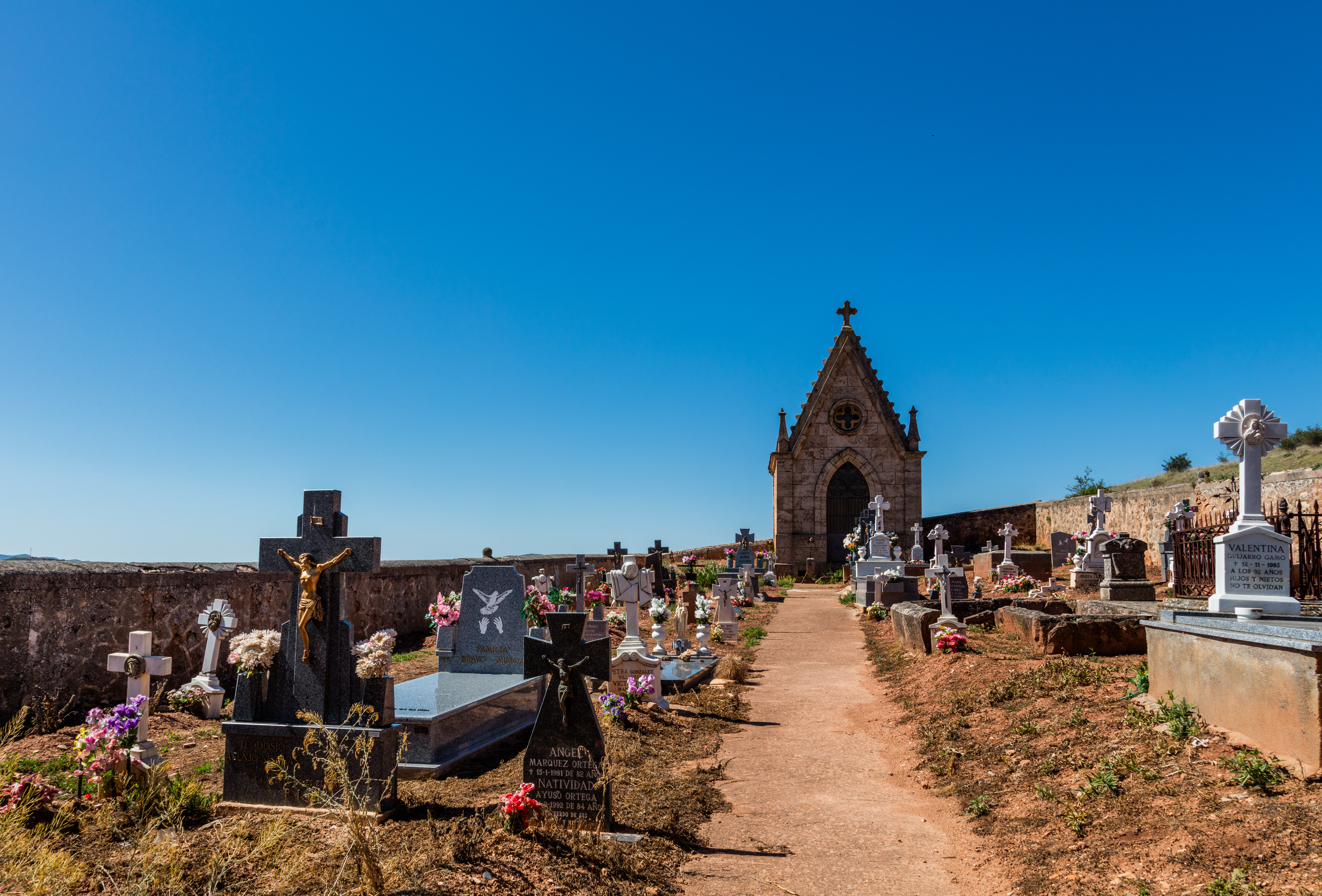
Iglesia de la ermita.
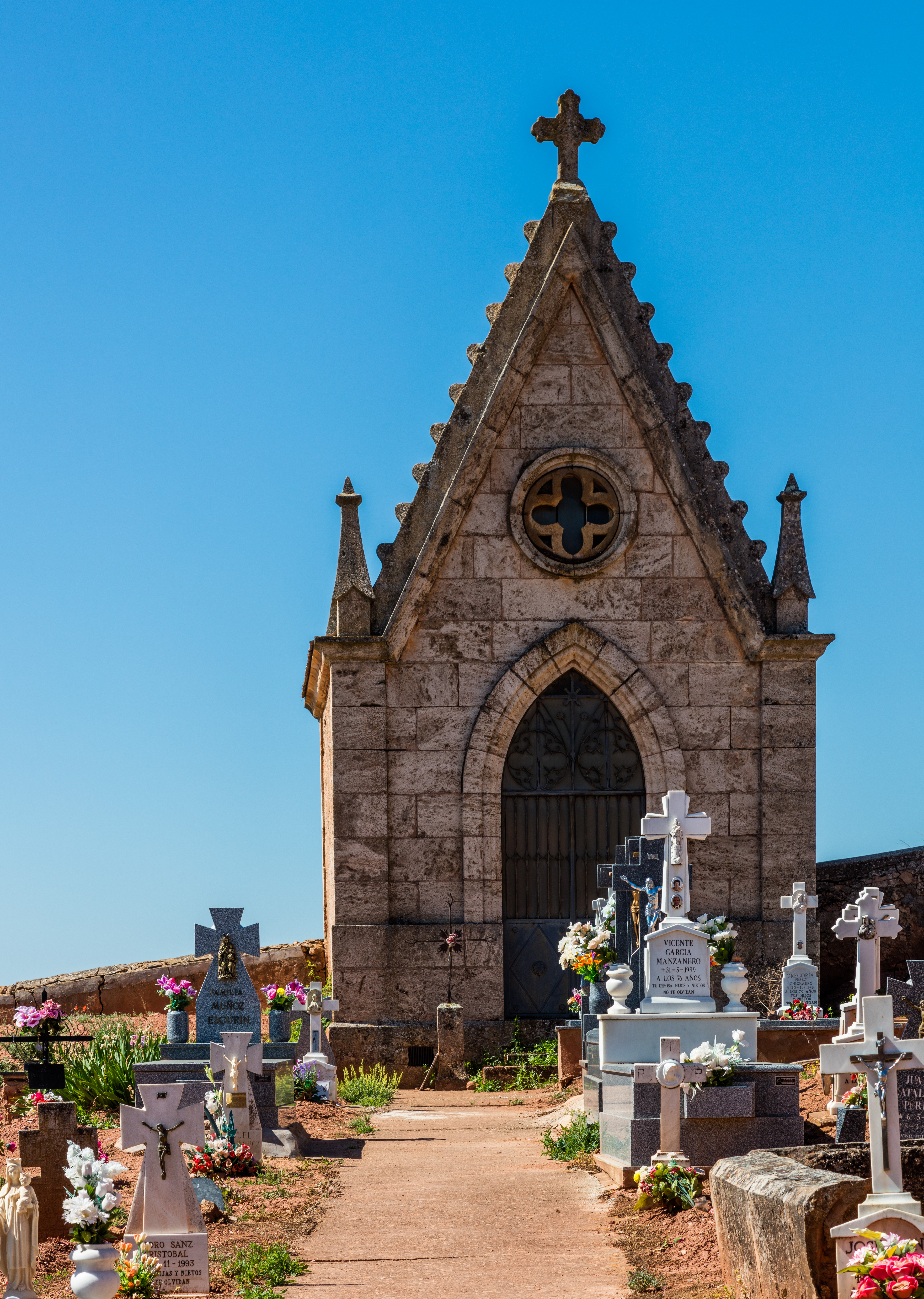
Detalle de la iglesia.
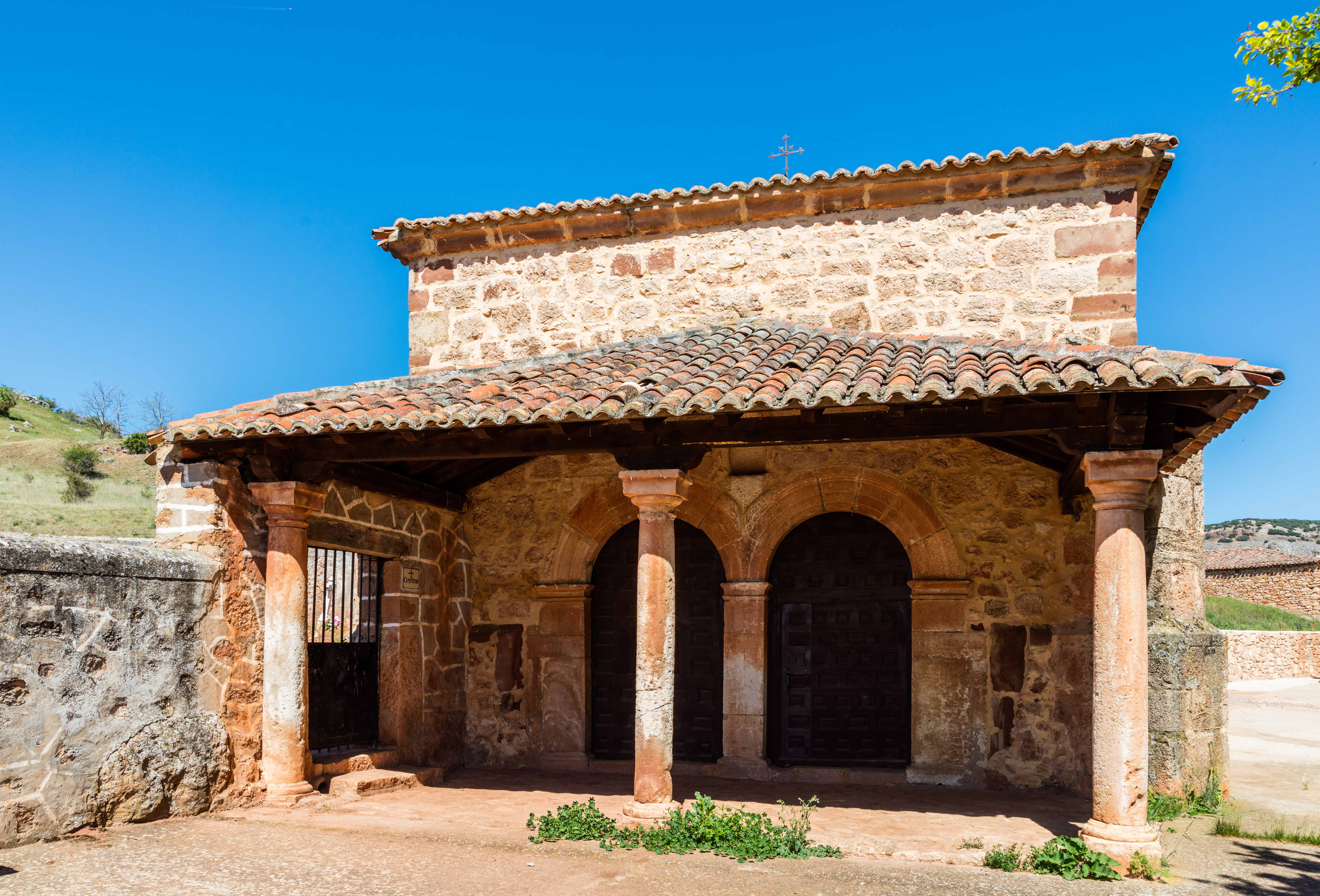
Entrada.
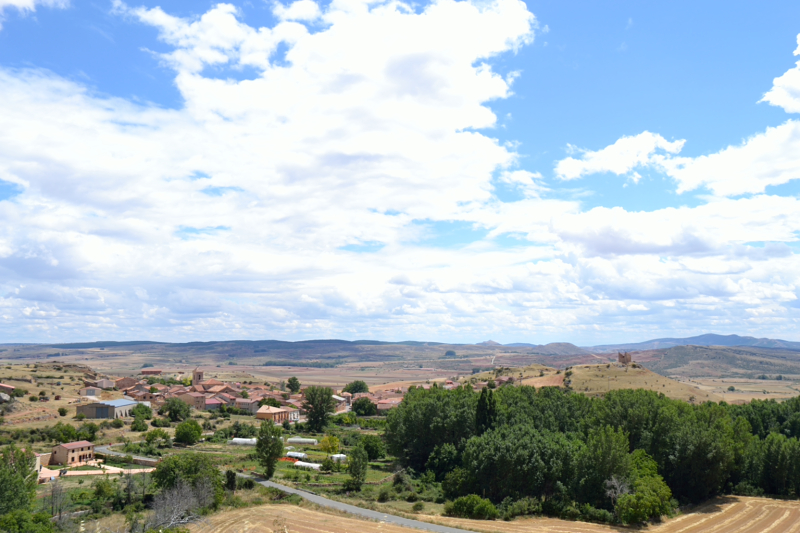
Vista general.
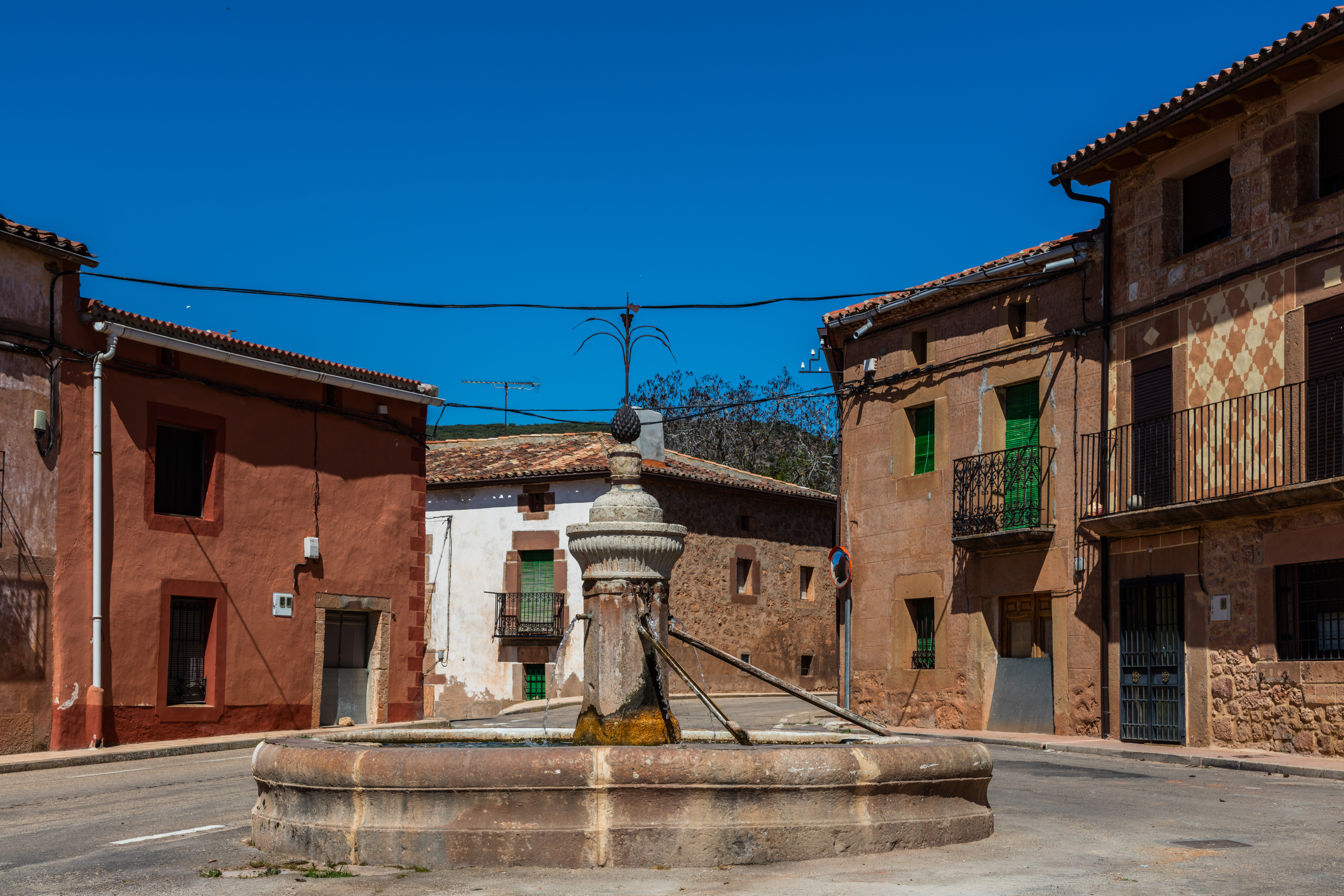
Rollo de justicia.